# Dasychira herbida
Dasychira herbida är en fjärilsart som beskrevs av Walker 1856. Dasychira herbida ingår i släktet Dasychira och familjen tofsspinnare. Inga underarter finns listade i Catalogue of Life.